# بازیابگر
بازیابگر برابرنهاده عبارت انگلیسی "Finding aid" است. این اصطلاح دلالت بر ابزار بازیابی، ابزار جستجو، ابزار کشف، و ابزار یافتن دارد. به دیگر سخن، بازیابگر عبارت است از راهنما، سیاهه، نمایه، نشانگر، فهرست و غیره برای بازیابی مطالب مندرج در اسناد و منابع آرشیوی دست اول که درباره محتوای هر فقره سند، توصیف دقیقی ارائه می‌نماید.
بازیابگر یک ابزار توصیفی منتشر شده یا منتشر نشده به صورت کاغذی یا الکترونیکی است که به منظور کنترل فیزیکی یا محتوایی و فکری اسناد یا رکوردهای آرشیوی تهیه و تدوین می‌شود (بلاردو و بلاردو، ۱۹۹۲).